# Under Construction, Part II
Under Construction, Part II è il terzo album in studio del duo hip hop statunitense Timbaland & Magoo, pubblicato nel 2003.
Nel titolo è un sequel dell'album Under Construction di Missy Elliott, uscito nel 2002 e coprodotto da Timbaland.

## Tracce
1. Straight Outta Virginia (Intro) – 2:03
2. Cop That Shit (featuring Missy Elliott) – 3:33
3. Shenanigans (featuring Bubba Sparxxx) – 3:46
4. Leavin' (featuring Attitude) – 3:35
5. That Shit Ain't Gonna Work – 3:58
6. Don't Make Me Take It There (featuring Frank Lee White) – 4:26
7. Indian Flute (featuring Sebastian & Raje Shwari) – 3:21
8. Can We Do It Again – 3:52
9. Naughty Eye (featuring Sebastian and Raje Shwari) – 4:55
10. N 2 Da Music (featuring Brandy) – 3:57
11. Hold On (featuring Wyclef Jean) – 5:04
12. Insane (featuring Candice "Gg" Nelson) – 4:31
13. Throwback – 3:45
14. Kold Kutz – 4:23
15. I Got Luv 4 Ya – 4:07
16. Naughty Eye II (Hips) (featuring Beenie Man) – 3:32